# Haouamin B
Haouamin B ist ein Alkaloid, welches in der Seescheide Aplidium haouarianum vorkommt. Aus dieser an der spanischen Küste entdecken Spezies wurde auch Haouamin A isoliert.

## Eigenschaften
Die Struktur besteht aus einer Bisphenol-Untereinheit, welche an eine vom 1-Azafluoren abgeleitete Untereinheit gebunden ist, die wiederum über ein quartäres Kohlenstoffatom mit einem dritten, einzelnen Phenolring verknüpft ist. Aufgrund dieses Aufbaus kann das Haouamin B den Cyclophanen zugeordnet werden.
Haouamin B weist sowohl planare Chiralität (180°-Drehung der Phenylgruppe) als auch Punktchiralität auf. Unklar bleibt, ob die entsprechenden Isomere Atropisomere sind oder durch pyramidale Inversion des Stickstoffes ineinander übergehen können.
Haouamin B ist ein Neurotoxin, das als Acetylcholinesterase-Hemmer wirkt. Das Signal des Neurotransmitters Acetylcholin wird dadurch dauerhaft übermittelt. Diese Überreizung manifestiert sich unter anderem in Muskelschwäche, Lähmung oder auch Atemversagen. Aufgrund dessen kann Haouamin B als Insektizid und Pestizid wirken. Allerdings ist dadurch die Verwendung von Haouamin B zur Krebsbekämpfung mit erheblichen Risiken verbunden.

## Synthesen

### Biosynthese
Eine Möglichkeit, Haouamin B zu gewinnen, ist die Isolierung der natürlich biosynthetisierten Substanz. Eine solche gelang Eva Zubía. Der Mechanismus der Biosynthese durch Aplidium haouarianum ist unklar. Einer Hypothese zufolge sollen Phenole mithilfe von Enzymen oxidiert werden, wodurch Phenolradikale entstehen, welche durch Radikalkupplung Biscyclohexadienone erzeugen. Weitere Oxidationen und Kupplungen führen letztlich zu den charakteristischen p-Cyclophan-Makrocyclen. Der Ring wird anschließend noch rearomatisiert und durch einige funktionelle Gruppen modifiziert.

### Chemische Totalsynthese

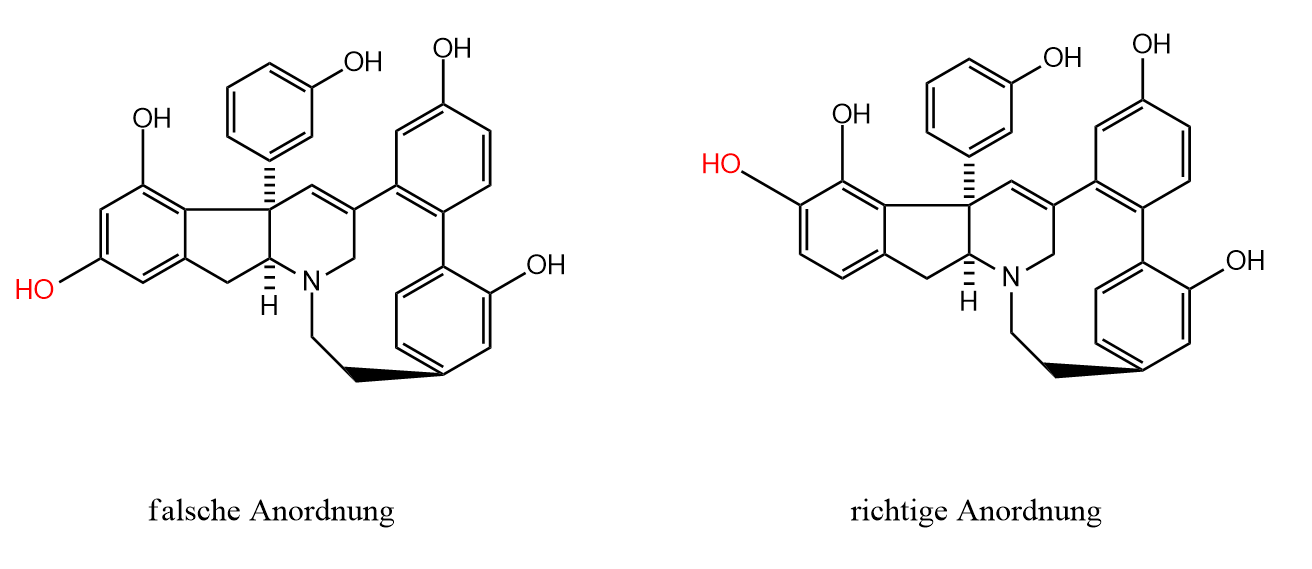
Haouamin B

Im Jahr 2012 arbeitete Trauner an einer totalsynthetischen Methode zur Herstellung von Haouamin B. Da die damals angenommene Struktur der Verbindung aber nicht korrekt war – angenommen wurde die OH-Gruppe in der meta-Position anstatt korrekt in der ortho-Position – wurde ein Haouamin-B-Analog („iso-Haouamin B“) synthetisiert.
Ausgangsmolekül dieser Synthese ist die geschützte Aminosäure Serin. Der erste Schritt beinhaltet das Knüpfen einer Peptidbindung unter Abspaltung von Wasser.
Es folgt eine Reaktion mit Iod und Triphenylphosphan. Dadurch wird die Hydroxygruppe gegen Iod substituiert. Triebkraft der Reaktion ist die Doppelbindung, welche zwischen Phosphor und Sauerstoff im Nebenprodukt Triphenylphosphanoxid entsteht.
Es folgt eine Negishi-Kupplung über eine Organozinkverbindung.
Natriumhydrid fungiert als Base, die die Aminogruppe deprotoniert. Das einfach negativ geladene Serinderivat kann jetzt mit Allylbromid eine SN-Reaktion eingehen.
Das Weinreb-Amid kann mit einem Grignard-Reagenz unter Abspaltung des Amins in ein Keton umgewandelt werden.
Durch eine intermolekulare Olefinmetathese mit dem Grubbs-II-Katalysator und eine anschließende analoge intramolekulare Reaktion kommt es zur Cyclisierung des Moleküls.
Im Anschluss folgt eine weitere Reaktion mit einem Grignard-Reagenz, bei der ein zusätzlicher Rest eingeführt und das Keton zum Alkohol reduziert wird.
Durch eine Babler-Oxidation kann daraufhin der eben erzeugte Alkohol mithilfe von Pyridiniumchlorochromat wieder zum Keton oxidiert werden, wobei sich die Position der Keto-Gruppe und die der Doppelbindung verschiebt.
Mithilfe von Trimethylsilyltrifluormethansulfonat wird die Ketogruppe so modifiziert, dass sie elektrophiler ist. Dies erleichtert die folgende Michael-Addition, welche eine weitere Cyclisierung des Moleküls zur Folge hat.
Danach kommen drei konsekutive Stille-Kupplungen zum Einsatz um eine Teilstruktur des Haouamins separat herzustellen. In der ersten wird ein Iod-Atom durch Reaktion mit Hexamethyldistannan durch eine Trimethylstannylgruppe  (-SnMe3) ersetzt. In der zweiten wird an derselben Position eine zusätzliche Arylgruppe eingeführt. Ein darin enthaltenes Bromatom wird in der dritten Stille-Kupplung wiederum durch eine Trimethylstannylgruppe substituiert.
In einer vierten Stille-Kupplung werden die beiden vorher synthetisierten Teilstrukturen zusammengeführt. Die OTBS-Schutzgruppe (O-tert-Butyldimethylsilyl) wird mittels Pyridin-Hydrofluorid entfernt. Die Alkoholgruppe wird im nächsten Schritt mit Methansulfonylchlorid und Triethylamin zu einer Mesyl-Gruppe umgewandelt, welche eine bessere Abgangsgruppe als OH ist und wiederum mit Natriumiodid zum Iod substituiert werden kann. Als Nächstes wird die Boc-Schutzgruppe unter der Verwendung von Trifluoressigsäure entfernt. Durch eine Reaktion mit Diisopropylethylamin werden nun die beiden vorher entschützten Gruppen unter Abspaltung von Iodwasserstoff miteinander verknüpft. Der Sechsring wird nun aromatisiert, indem das Keton zunächst mit Lithiumdiisopropylamid deproniert wird und dann N-tert-Butylbenzolsulfinimidoylchlorid zugegeben wird. Als letztes folgt die Entschützung der Methylether zu Hydroxygruppen mittels Bortribromid.